# Leptopogon superciliaris
Leptopogon superciliaris là một loài chim trong họ Tyrannidae.